# Gary Medel
Gary Alexis Medel Soto (3 d'agost de 1987) és un futbolista xilè que com a migcampista defensiu pel Beşiktaş turc.